# Smerinthus obscura
Smerinthus obscura är en fjärilsart som beskrevs av Adolf G. Closs 1917. Smerinthus obscura ingår i släktet Smerinthus och familjen svärmare. Inga underarter finns listade i Catalogue of Life.